# Miltoniopsis vexillaria
Miltoniopsis vexillaria är en orkidéart som först beskrevs av Heinrich Gustav Reichenbach och fick sitt nu gällande namn av Alexandre Godefroy-Lebeuf.
Miltoniopsis vexillaria ingår i släktet Miltoniopsis och familjen orkidéer. Inga underarter finns listade i Catalogue of Life.

## Bildgalleri

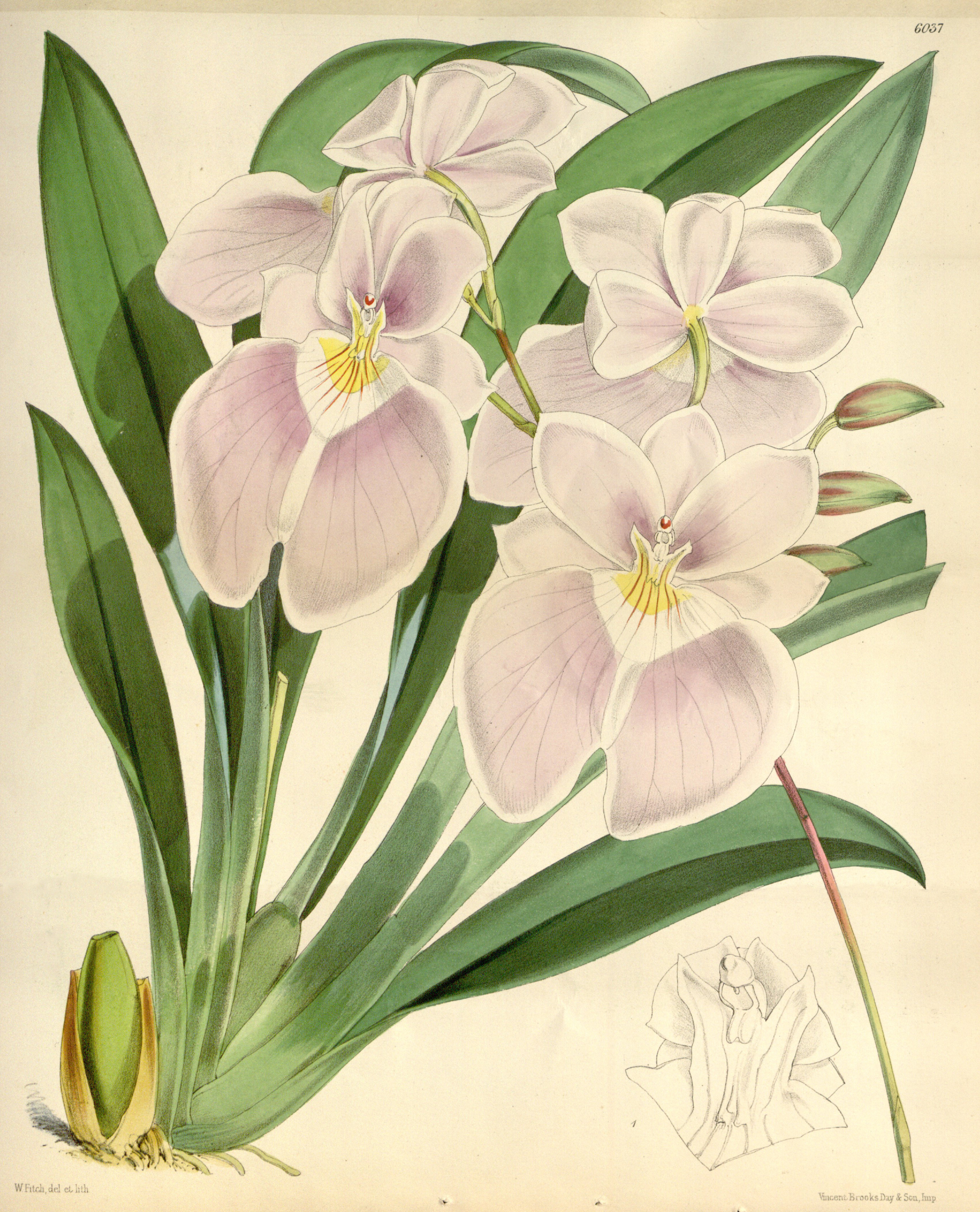
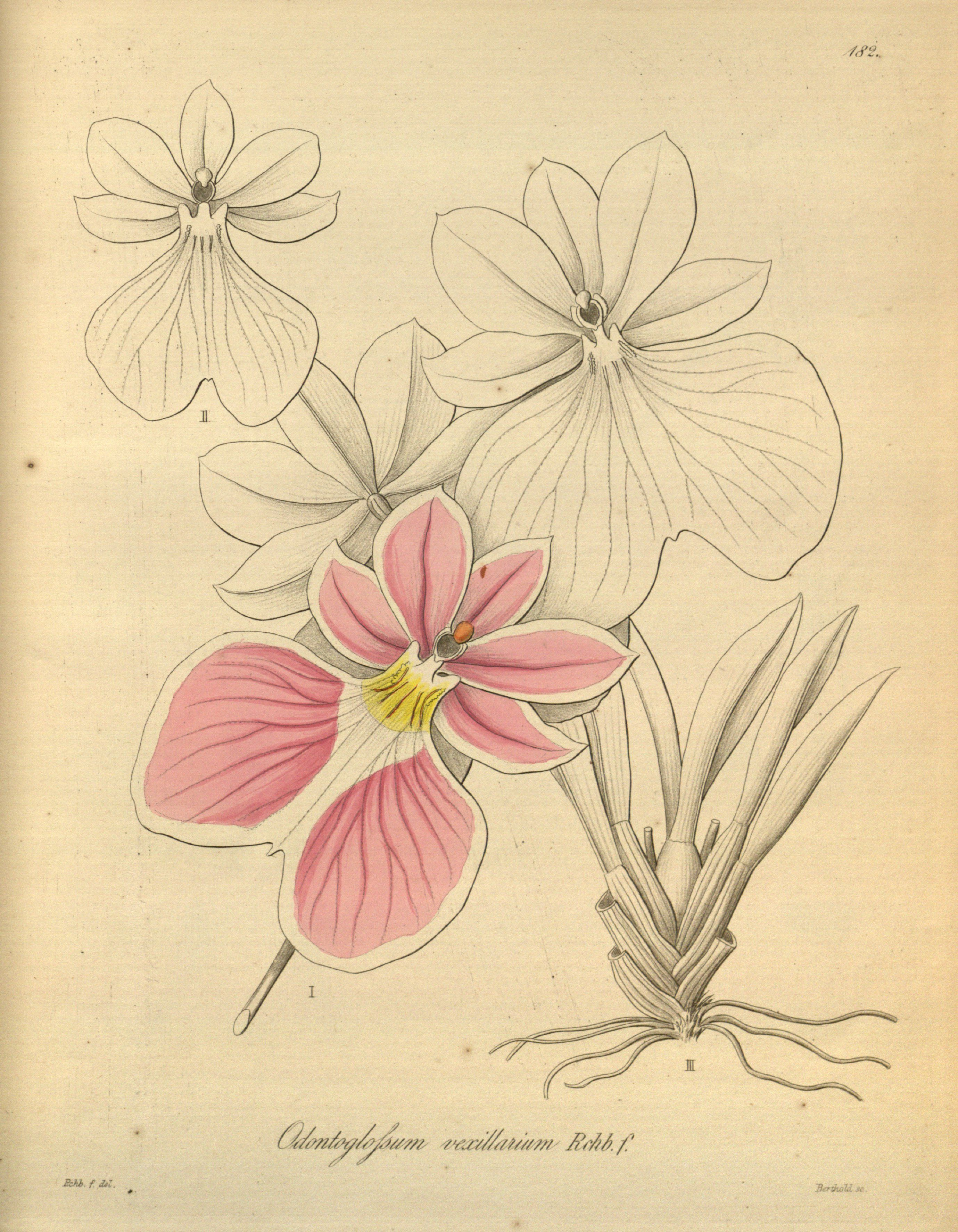
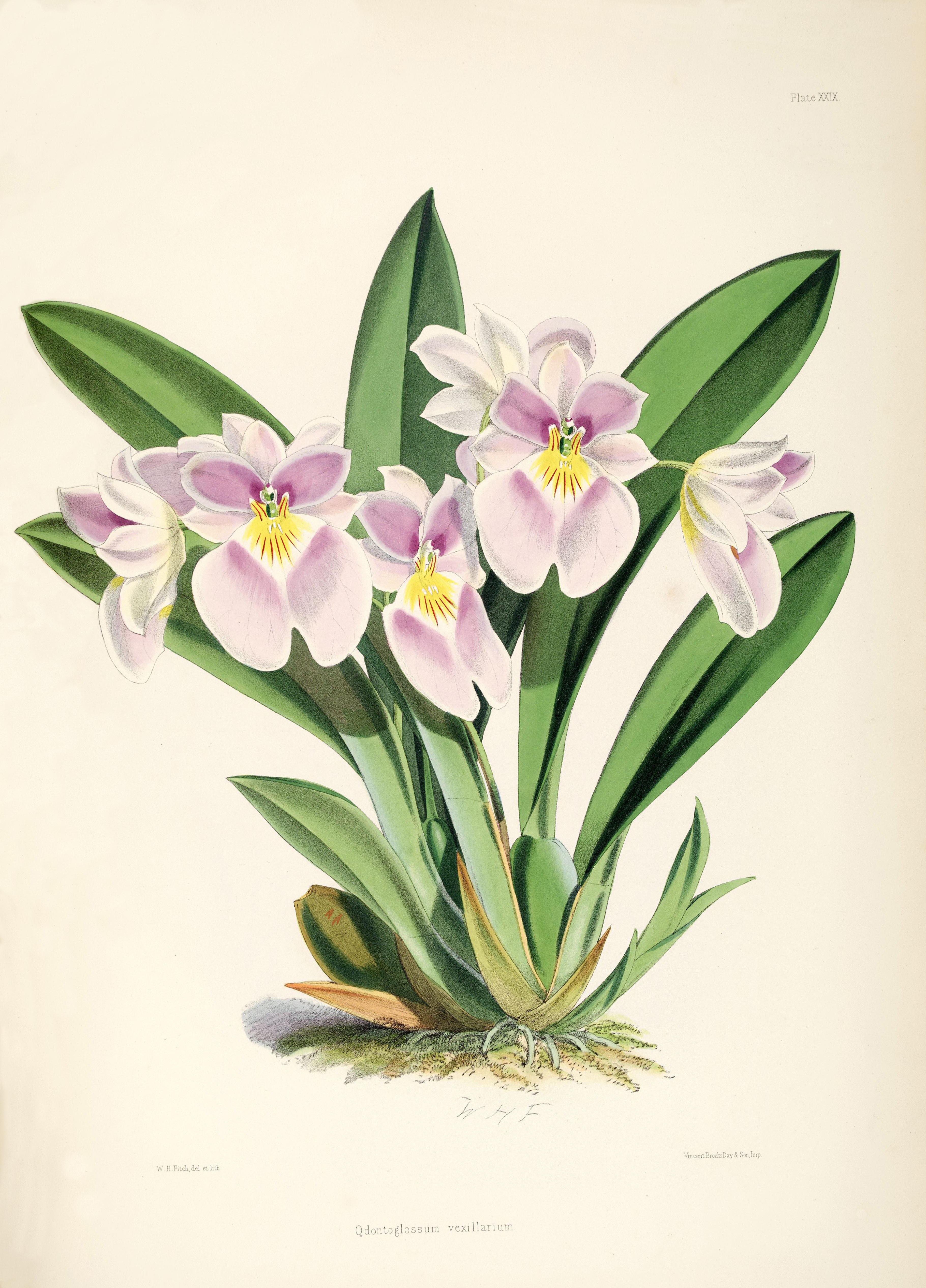
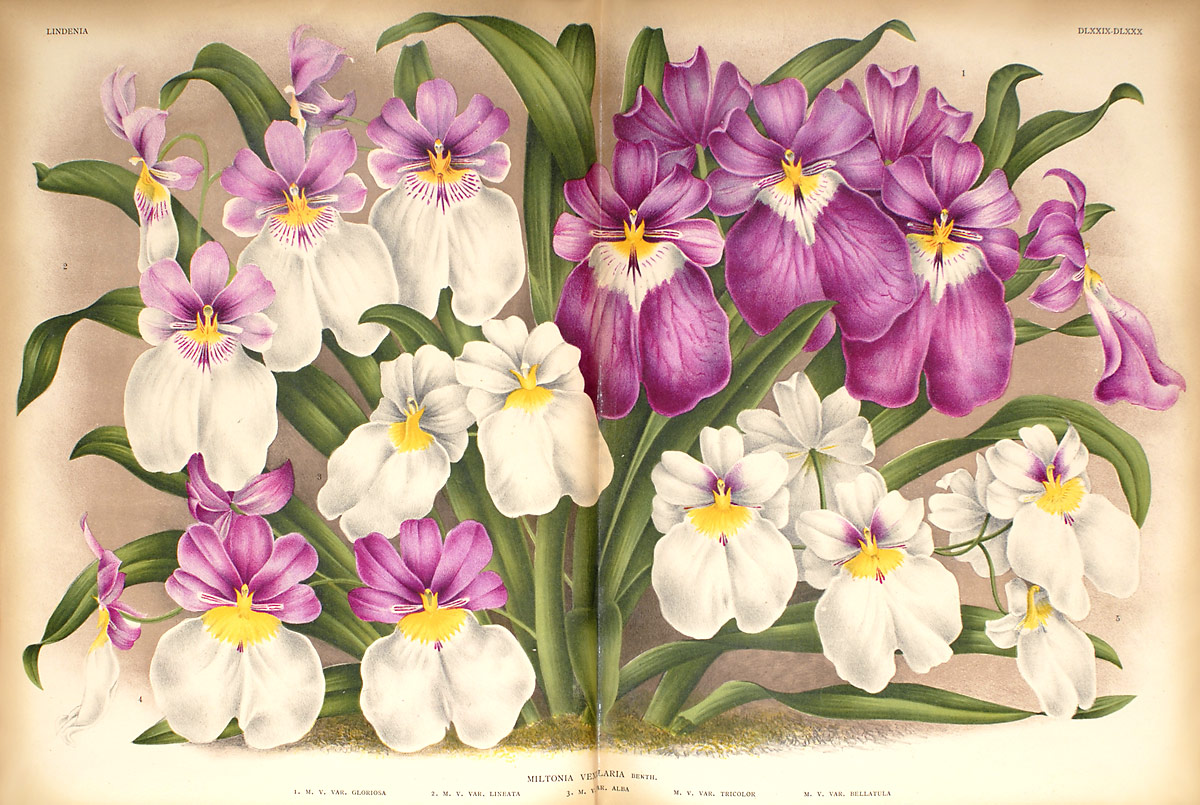
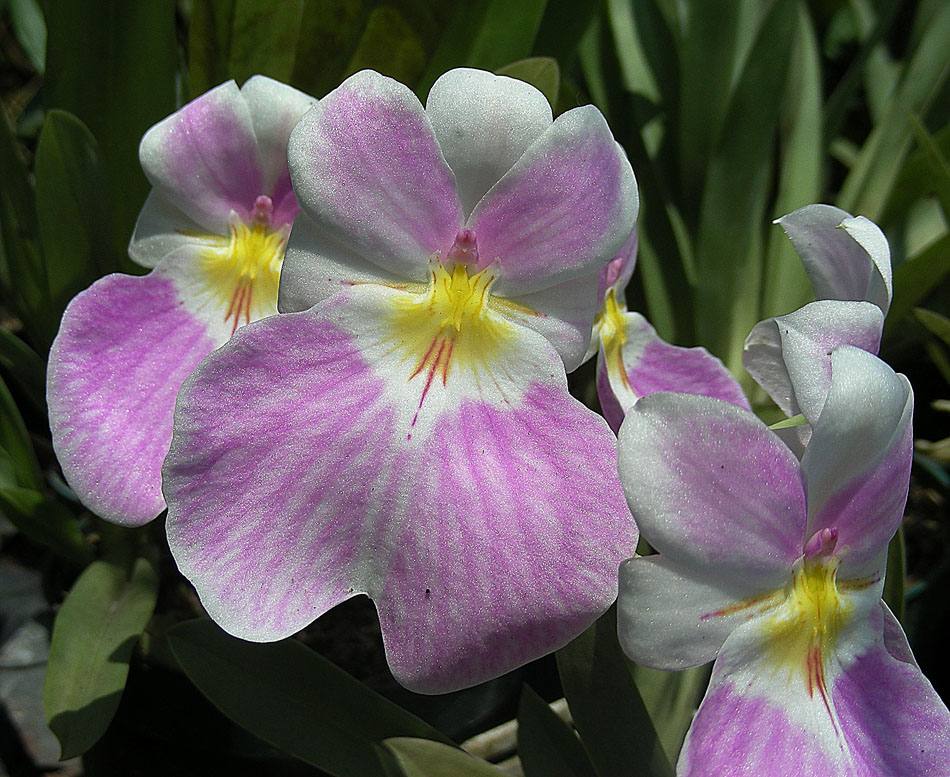